# Caroline Haffner
Pour les articles homonymes, voir Haffner, Caroline Murat et Murat.
Caroline Haffner, née Caroline Murat le 23 juillet 1948 à Neuilly-sur-Seine, est une pianiste française, enseignante et fondatrice en 2001 du festival « Les Sommets de Gstaad ». Son répertoire pianistique s’étend du classique au contemporain.

## Biographie
Caroline Murat commence sa carrière musicale dès l'adolescence, formée à Paris notamment au Conservatoire national supérieur de musique de Paris (CNSM), et à l’École normale de musique de Paris (École normale Alfred-Cortot). Elle reçoit de nombreux prix et poursuit ses études à Vienne avec le Russe Leonid Brumberg (de). Elle poursuit ses études au prestigieux « Conservatoire Tchaïkovski » de Moscou, puis aux États-Unis grâce à une bourse « Fullbright » remise par Eunice Kennedy Shriver.
Lauréate du Concours Marguerite Long, elle est qualifiée par le général de Gaulle de "grand espoir de la France"[réf. nécessaire]
Elle fait carrière en prenant le nom de jeune fille de sa mère, Haffner.
Elle interprète, outre les composteurs classiques (Chopin...), de la musique contemporaine : plusieurs compositeurs qui lui ont écrit des œuvres, notamment Yves Prin, Renaud Gagneux et Philippe Fénelon, dont elle a enregistré la musique avec l’Ensemble intercontemporain avec lequel elle a obtenu un « Diapason d’Or ».
Elle a été « pianiste en résidence » de la « Casa de Velázquez » à Madrid où elle a interprété des œuvres de Cristobal Halffter, Bruno Dusapin, Luis de Pablo, etc.

## Festival
Caroline Haffner participe à de nombreux festivals. Elle a créé puis co-dirigé les « Sommets Musicaux de Gstaad » en 2001 et 2002, puis créé à Gstaad le Gstaad New Year Music Festival en 2005.

## Discographie
- Philippe Fénelon - Ensemble intercontemporain / Peter Eötvös / Caroline Haffner / Alexandre Ouzounoff - Diagonal Maipú 994 / Épilogue / Paral.Lel, Musique Française d'Aujourd'hui – HMC 5180, Harmonia Mundi – HMC 5180 (1986)

## Distinctions
Elle est docteure honoris causa de l’Université de Casale Monferrato (Italie), professeur honoraire de l’Académie de Musique d’Astana (Kazakhstan), ainsi qu'artiste émérite de Petrov (Prague).